# Evgenij Nikitin
Evgenij Stepanovič Nikitin (in russo Евгений Степанович Никитин?; Minsk, 29 settembre 1929 – 2010) è stato un cestista sovietico.

## Carriera
Con l'Unione Sovietica ha disputato i Campionati europei del 1951.